# Групчин
Групчин (мкд. Групчин) је насеље у Северној Македонији, у северозападном делу државе. Групчин припада општине Желино.

## Географија
Насеље Групчин је смештено у северозападном делу Северне Македоније. Од најближег већег града, Тетова, насеље је удаљено 15 km источно.
Групчин се налази у доњем делу историјске области Полог. Насеље је положено у долини Суводолице, притоке Вардара. Северно од насеља се издиже планина Жеден, а јужно Сува гора. Надморска висина насеља је приближно 570 метара.
Клима у насељу је умерено континентална.

## Становништво
Групчин је према последњем попису из 2002. године имао 968 становника.
Претежно становништво у насељу су Албанци (99%).
Већинска вероисповест је ислам.